# IBM WebSphere MQ
IBM WebSphere MQ - pakiet oprogramowania do przesyłania komunikatów (ang. MOM - Message Oriented Middleware) firmy IBM. Pakiet powstał w 2002 roku na bazie MQSeries, podobnego pakietu powstałego w tej firmie w 1994 r.
System posiada następujące API:
- interfejs IBM MQ dla C, COBOL, PL/I oraz Java
- Java Message Service dla Javy
- XMS dla C/C++ oraz .NET

System jest dostępny na wiele platform: UNIX (AIX, HP-UX, Solaris), Linux i Microsoft Windows i inne.
System może działać na zasadzie klient-serwer; biblioteki klienckie są darmowe.